# Katarína Kováčová
Katarina Kovacova (Ružomberok, 21 ottobre 1981) è una pallavolista italiana, slovacca di nascita.
Gioca nel ruolo di centrale nel Gruppo Sportivo Oratorio Pallavolo Femminile Villa Cortese.

## Carriera
Dopo aver iniziato a giocare a pallavolo nel suo paese, Katarina Kovacova nella stagione 2001-02 arriva in Italia, nel Sicilia Volley Lercara, in serie A2. La stagione successiva si trasferisce in Polonia nel Pilskie Towarzystwo Piłki Siatkowej di Piła, squadra di massima serie. Dal 2003 al 2005 resta ferma per maternità.
Nella stagione 2005-06 ritorna in Italia in serie A2 nella Pallavolo Aragona; la stagione successiva, dopo aver anche acquisito la cittadinanza italiana partecipa al suo primo campionato di serie A1 con la Jogging Volley Altamura. Dopo un'annata in serie B1 con l'Associazione Pallavolo Rossano, torna nella stagione 2008-09 in serie A1 acquistata dalla Futura Volley Busto Arsizio, dove vince la Coppa CEV 2009-10.
Nella stagione 2010-11 viene ingaggiata dal GSO Villa Cortese, con la quale vince la Coppa Italia.

## Palmarès

### Club
- Coppa Italia: 1

2010-11
- Coppa CEV: 1

2009-10